# Tanamanang
Tanamanang is een bestuurslaag in het regentschap Oost-Soemba van de provincie Oost-Nusa Tenggara, Indonesië. Tanamanang telt 1801 inwoners (volkstelling 2010).